# Parco nazionale di Mkomazi
Il parco nazionale di Mkomazi è un'area naturale protetta della Tanzania, istituita nel 2006, partendo da una preesistente riserva creata nel 1951. Si trova nel nord-est del paese, al confine con il Kenya e occupa dei terreni nelle province di Kilimanjaro e Tanga; ai suoi confini geografici si trova il massiccio del Kilimanjaro a ovest e le catene dei monti Usumbara e Pare a est.  A nord, è contiguo al Parco nazionale dello Tsavo, in Kenya, costituendo un'area protetta unica per la tutela dei movimenti migratori degli elefanti, degli orici e delle zebre durante la stagione delle piogge: l'unione dei due parchi costituisce uno dei maggiori e più importanti ecosistemi protetti del pianeta.
Il parco nazionale di Mkomazi era stato dichiarato riserva di caccia nel 1951 e poi parco nazionale nel 2006. Il suo nome deriva dalla lingua della popolazione pare dove mwiko significa "cucchiaio di legno" e mazi invece "acqua", il significato complessivo trasmette l'idea della scarsità di acqua della zona, dove anche il fiume Umba, durante la stagione secca, rimane praticamente senz'acqua.

## Storia
All'epoca della sua istituzione come riserva, nel 1951, l'area è molto più difficile da raggiungere rispetto alle aree vicine del Ngorongoro e di Serengeti, per cui non riceve sussidi e attenzioni paragonabili. Solo nel 1989 il governo tanzaniano rivaluta lo stato della riserva e la introduce nelle aree di prioritario interesse nazionale, riconoscendo l'importanza vitale del dito e la sua importanza.
A causa della mancanza di fondi e del basso livello di protezione nel corso degli anni settanta e ottanta, l'habitat e la fauna selvatica dello Mkomazi sono state fortemente danneggiate, minacciata dall'invasione dei bracconieri e degli allevatori. Questo ha comportato la quasi totale sparizione delle popolazioni di elefanti e rinoceronti. Gli incendi intenzionali e il pascolo abusivo, oltre che la caccia, hanno depauperato gravemente la flora e la fauna del parco. A quel punto, la riserva rappresentava un classico esempio di degrado, fino al punto da essere quasi svincolato dalla protezione legale e reinserito nel catasto dei terreni a disposizione dell'agricoltura. Alla fine del 2007, sono state rilevate ancora delle gravi incursioni di bestiame, fino a 10.000 capi.

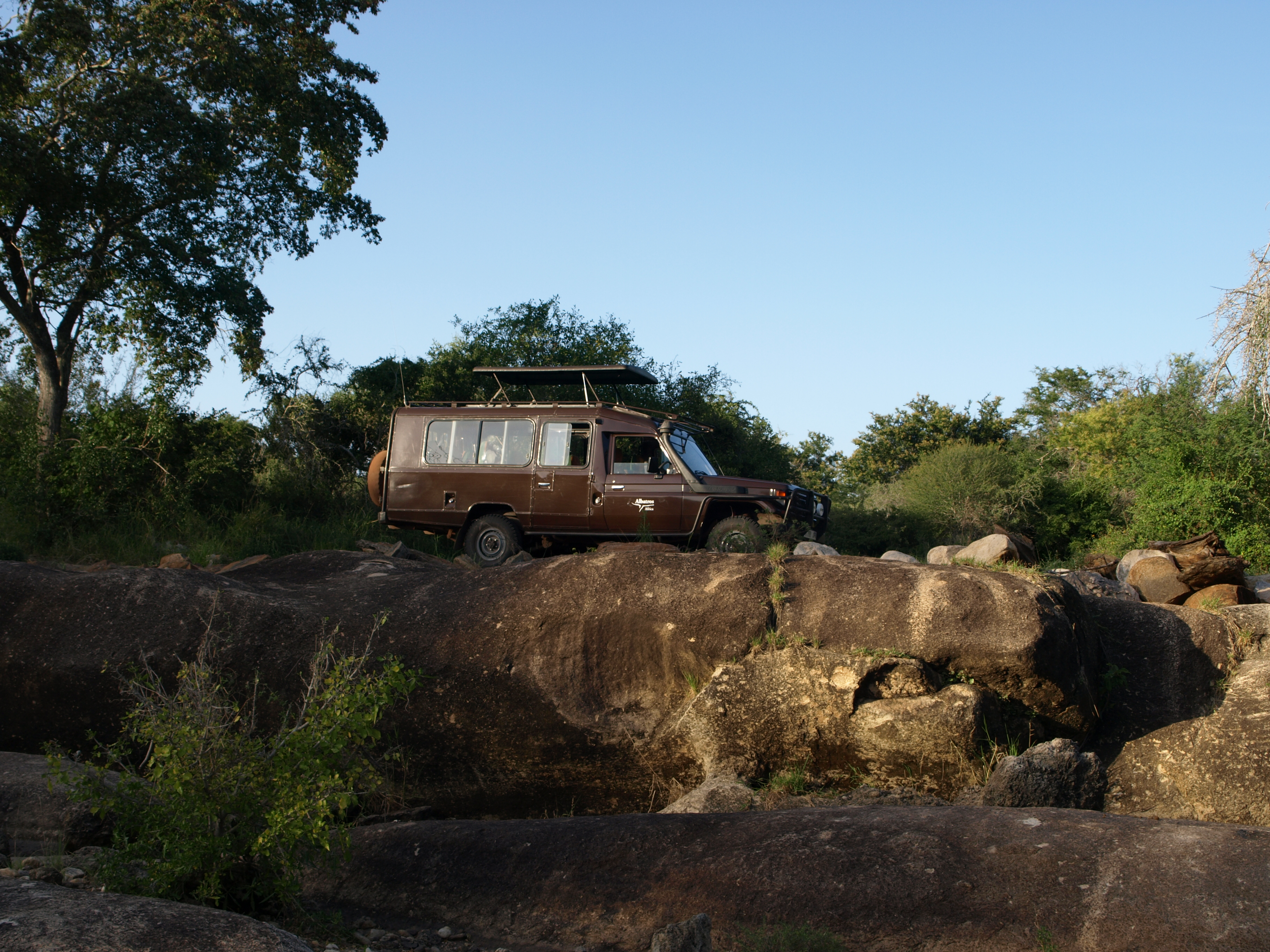
Тurismo

Quando, nel 1951, Mkomazi è stata dichiarata area protetta, il territorio era abitato principalmente dai Masai con il loro bestiame, piuttosto che dalle famiglie dei gruppi etnici locali. Il governo ha permesso loro di continuare a vivere lì, con diverse migliaia di bovini, capre e pecore, anche il governo post-coloniale rinnova l'autorizzazione presumendo che risiedano lì da molto tempo e non costituiscano una minaccia per l'ecosistema. Con l'andare degli anni, tuttavia, sorgono numerose contestazioni riguardo ai titoli di proprietà della terra, al suo uso, e viene istituito un tavolo di consultazione piuttosto animato tra governo e ambientalisti. Appaiono controversie estremamente lunghe e il dibattito si politicizza. A causa della crescita eccessiva della popolazione, nel 1988 sono stati revocati i permessi di pascolo per indurre lo spostamento delle popolazioni e ridurre la pressione ambientale, fatto salvo per le piccole popolazioni locali.

### Stato attuale
A partire dal 1993, il governo tanzaniano, con l'appoggio del George Adamson Trust, ha iniziato la riabilitazione del parco, comprendendo il ripristino dell'habitat, il programma di reintroduzione e di allevamento dei licaoni e del rinoceronte nero. Sono stati avviati programmi di riabilitazione delle infrastrutture della riserva, insieme con attività di attivazione dell'economia locale a favore delle comunità, e con attività di protezione della fauna selvatica e preservazione dell'integrità del parco. Sono state riparate strade, installato pompe per innalzare l'acqua dalle falde e offrire nuovi punti di abbeveraggio. Esiste un piano di formazione per le guardie del parco e anche una pattuglia aerea per combattere il bracconaggio. La società mondiale per la protezione degli animali (WSPA) ha organizzato una squadra mobile lungo il perimetro della riserva dei rinoceronti e nel complesso del parco. Solo nel mese di avvio delle sue attività, la pattuglia ha individuato e distrutto 300 trappole e ha continuato con un buon ritmo a fornire risultati interessanti in termine di conservazione dell'ecosistema.

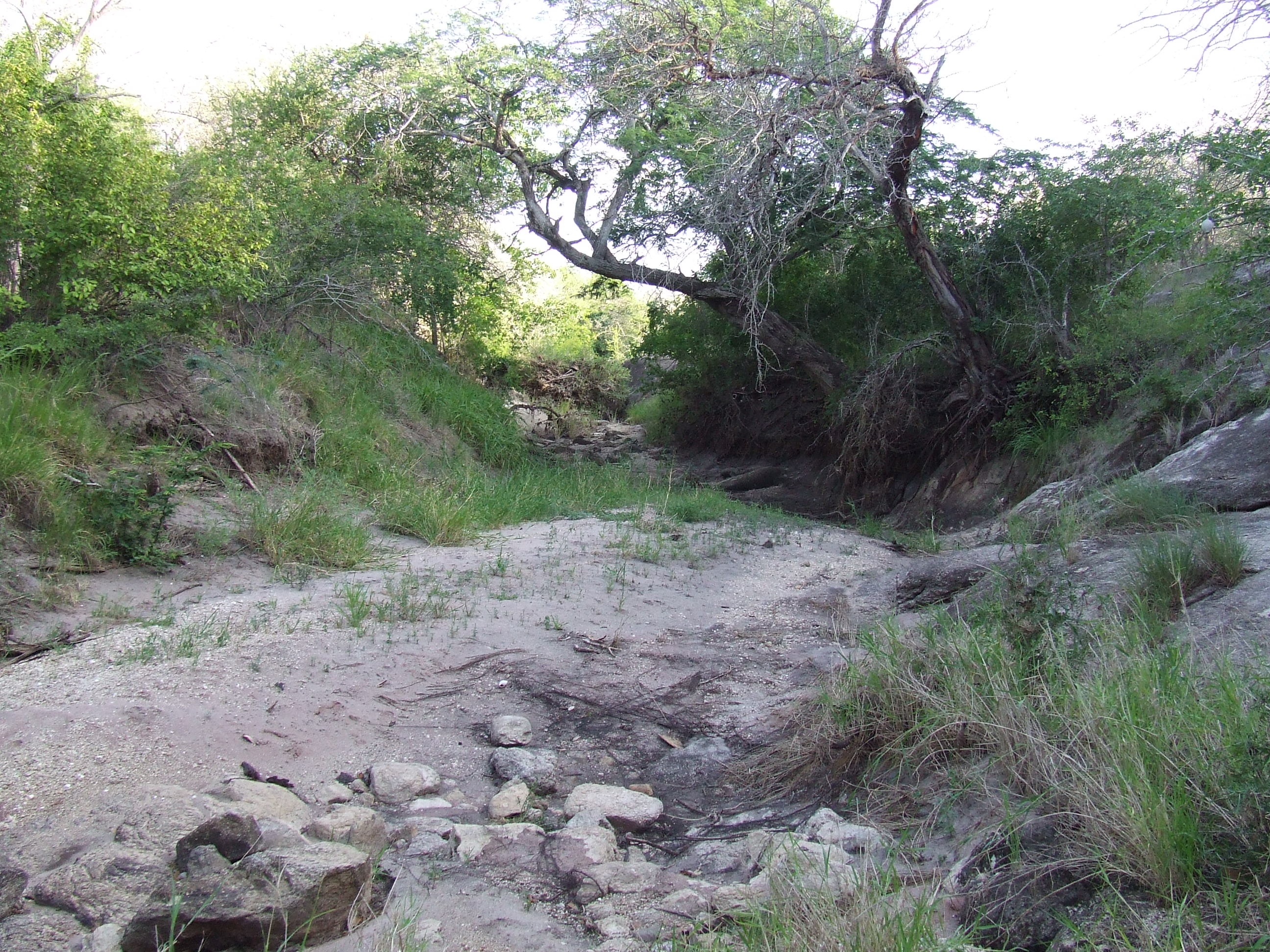
Un ambiente tipico del parco

Mkomazi è l'unico parco della Tanzania dove esistono 7 laghetti artificiali, alcuni ostruiti e altri invece già ripuliti, aumentando considerevolmente la quantità di acqua a disposizione della fauna selvatica. Esiste anche un progetto per la costruzione di mulini a vento per il pompaggio di acque sotterranee, che aumenterà notevolmente la disponibilità di acqua, la cui mancanza è critica per il periodo di siccità.
Il programma di conservazione di Mkomazi prevede iniziative che coinvolgono 200.000 persone, su un'area che copre 41 comunità limitrofe, in tre distretti di due regioni. Grazie a questo sono state attrezzate numerose scuole elementari e cliniche; recentemente è stato lanciato il servizio di bus "Amico del Rinoceronte" (Rafiki che Faru), che gira tra la scuola e i villaggi vicini, iniziando i ragazzi alla strategia di conservazione dei rinoceronti. L'obiettivo è quello di sensibilizzare l'opinione pubblica e stimolare il desiderio di proteggere le specie autoctone.

## Territorio
Il parco nazionale di Mkomazi prende origine da due riserve di caccia. Umba nella parte orientale, fondata nel 1974, situata nel distretto di Lushoto della regione di Tanga e Mkomazi nella parte occidentale, nella regione di Kilimanjaro. Tra le due, Mkomazi la parte maggiore e più ricca di varietà di habitat, mentre Umba occupa una superficie di 1.500 km². Le due riserve di caccia portano il nome comune di parco nazionale di Mkomazi, ma nei documenti governativi a volte appare ancora come parco nazionale di Mkomazi-Umba.
Il parco occupa una superficie totale di 3.245 km² con una topografia variata e un'altitudine che passa da 230 a 1.620 m. Nella parte orientale è pressoché pianeggiante, con una leggera pendenza a oriente, in direzione del fiume Umba, l'unico corso d'acqua permanente, che marca anche il confine sud-orientale. Nel settore nord-occidentale si trova una successione di catene di colline: Kissimee, Ibaya, Maori e Mzara. Nelle colline Tulsa si trovano ancora residui di foresta a galleria.
Il benessere dei boschi ripariali è un indicatore importante delle buone condizioni dell'ecosistema. Nel parco, e intorno ad esso, passano numerose strade, di diverse categorie, dal locale fino a quelle asfaltate di grande traffico e a pochi chilometri di distanza si trova l'arteria forse più trafficata della Tanzania, che collega Arusha a Dar es Salaam.

### Popolazione
Il territorio del parco è ricco dal punto di vista culturale e ospita diversi gruppi etnici. L'ambiente è stimolante dal punto di vista antropologico e per i turisti che sono interessati a scoprire la vita delle popolazioni autoctone e poco note. La gente dei Pare (Wapare, Waparezi, Wuasu) appartiene al gruppo dei Bantu. A differenza dei vicini Taveta, Wazegua e Wakamba, sono più alti e fisicamente più forti. La loro occupazione principale è l'agricoltura e l'allevamento del bestiame. Contrariamente ai Masai, sono schivi e meno avvezzi a richiamare l'attenzione dei turisti.

### Clima
Il clima di Mkomazi è caratterizzato da due stagioni: secca e piovosa. L'influenza principale sul clima la esercitano le montagne Usambara, che fermano da est le nuvole cariche di pioggia e quindi Mkomazi si trova in una zona di ombra con precipitazioni scarse che trasforma il territorio in savana semi-arida. Le principali fonti di acqua sono due laghetti permanenti e alcuni irregolari che restano a secco per diversi mesi dell'anno e si riempiono solo durante la stagione delle piogge.
Indicatori climatici del parco:
| Indicatore                                | gennaio | febbraio | marzo | aprile | maggio | giugno | luglio | agosto | settembre | ottobre | novembre | dicembre |
| ----------------------------------------- | ------- | -------- | ----- | ------ | ------ | ------ | ------ | ------ | --------- | ------- | -------- | -------- |
| Temp. max. giornaliera (°C)               | +30     | +32      | +32   | +29    | +27    | +26    | +26    | +27    | +28       | +30     | +30      | +30      |
| Temp. min. della notte (°C)               | +20     | +20      | +20   | +20    | +19    | +17    | +16    | +16    | +16       | +18     | +19      | +20      |
| Ore di insolazione                        | 9       | 9        | 8     | 6      | 5      | 6      | 6      | 6      | 7         | 8       | 8        | 8        |
| Numero medio di giorni con precipitazioni | 12      | 9        | 14    | 18     | 14     | 6      | 7      | 7      | 7         | 10      | 16       | 16       |
| Media mensile delle precipitazioni (mm)   | 52      | 59       | 91    | 145    | 131    | 35     | 23     | 23     | 24        | 42      | 80       | 73       |
| Indice massimo di UV                      | 11      | 11       | 11    | 11     | 11     | 10     | 10     | 11     | 11        | 11      | 11       | 11       |

## Flora

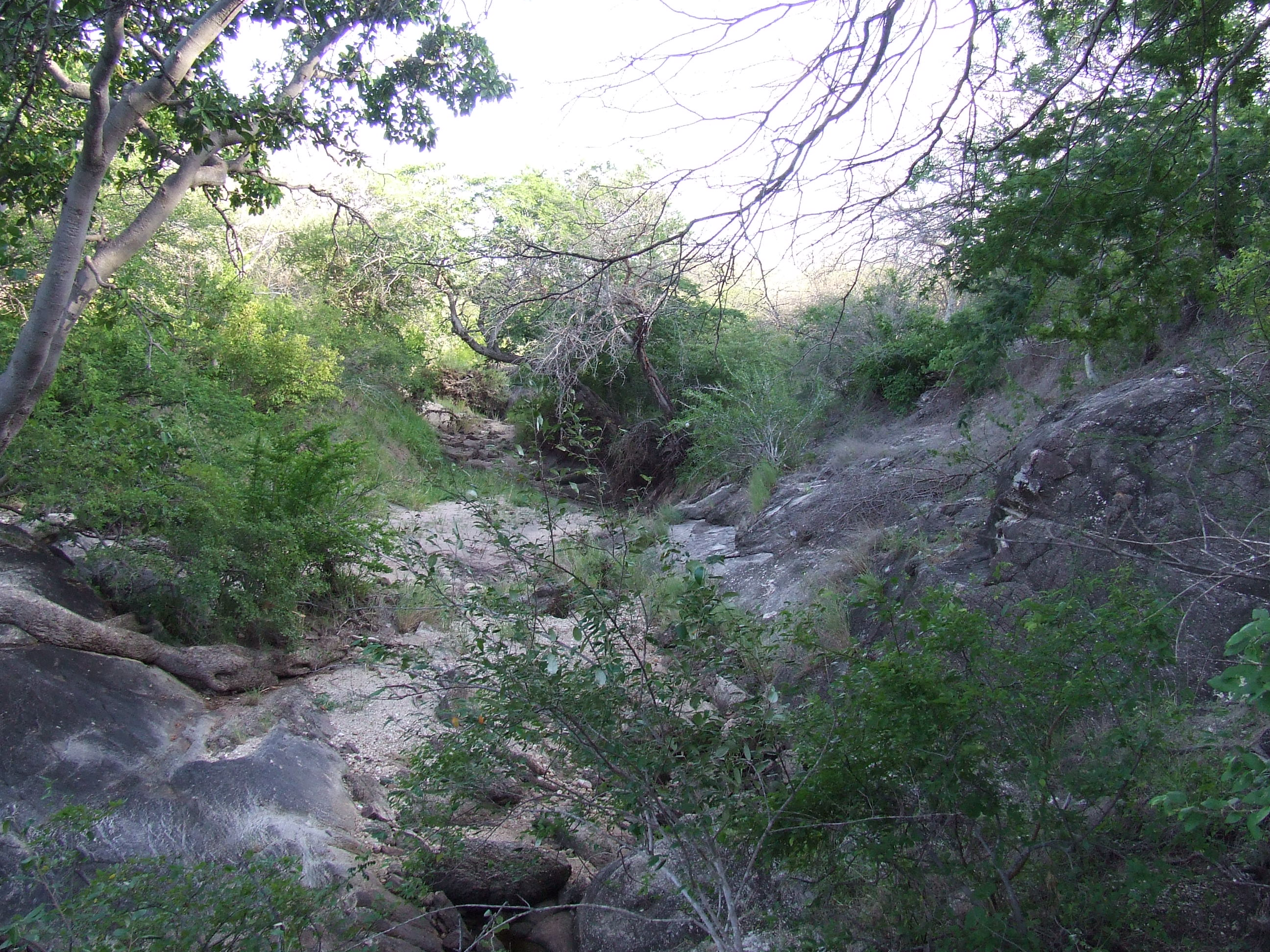
Mkomazi

Il parco nazionale di Mkomazi occupa la propaggine più meridionale dell'area del Sahel. Si caratterizza per la vegetazione di semi-savana, con erbe e arbusti, antichi baobab e colline rocciose isolate. La distesa di cespugli cede gradualmente il passo alle praterie, intervallate da alberi di acacia e valli erbose poco incise. La maggior parte del parco è occupata da pascoli, alcuni dei quali, durante l'epoca delle pogge, si trasformano in paludi. L'area di savana secca è in netto contrasto con le zone limitrofe, nelle colline Pare e Usambara, dove il terreno è ricoperto da vegetazione lussureggiante tipica da foresta pluviale. Il parco si trasforma rapidamente in dolci colline, poi aree boschive, paludi e praterie aperte.
Le foreste sono dominate da acacie tipo Commiphora, che evidenziano l'ecologia peculiare di Mkomazi. Nel parco cresce una grande quantità di alberi di sandalo, principalmente concentrata nella parte di Umba e meno di ebano caratterizzato dal legno nero durissimo.

## Fauna
Durante la stagione secca l'acqua scarseggia e il parco non può mantenere una grande quantità di animali, ma nell'epoca delle piogge invece la fauna abbonda: il fiume Umba e i numerosi stagni del parco sopportano un'ampia varietà di fauna selvatica. Il parco  abitato dai "big five" (elefante, rinoceronte nero, bufalo, leone e leopardo) ma si sono registrate 8 specie di mammiferi. La zona  ricca di branchi di giraffe, zebre, antilopi alcine, gnu, facoceri e altri predatori come il ghepardo e il licaone. Inoltre possono essere avvistati in quantità anche lo sciacallo, iene e molti altri animali.

### Mammiferi
Fino all'inizio degli anni settanta, il parco ha ospitato circa 3.500 elefanti, che in seguito sono stati oggetto di caccia indiscriminata. Alla fine degli anni ottanta, dopo due decenni di bracconaggio per l'avorio, c'erano rimasti solo 11 elefanti. A seguito di investimenti, ristabilimento delle priorità volte a aumentare la sicurezza del parco e l'introduzione del divieto del commercio dell'avorio, il numero è risalito, anche se ancora non ha raggiunto il livello precedente. Durante la stagione secca il parco ospita adesso circa 200-300 capi e il oro numero raggiunge il picco durante l'epoca delle piogge raggiungendo i 1.000 animali. Si possono infatti muovere liberamente tra Mkomazi e l'area contigua del parco nazionale di Tsavo e l'ultimo censimento dimostra che il numero aumenta.
Mkomazi è un habitat di vitale importanza per due specie minacciate di estinzione: il rinoceronte nero e il licone o cane selvatico africano. Entrambi sono stati reintrodotti con successo proprio qui. Vagabondi per natura, i cani selvatici possono essere osservati quasi dovunque nel Parco, mentre il rinoceronte nero è limitato all'interno di grandi aree recintate, per garantire la sua sicurezza contro gli appetiti dei bracconieri.

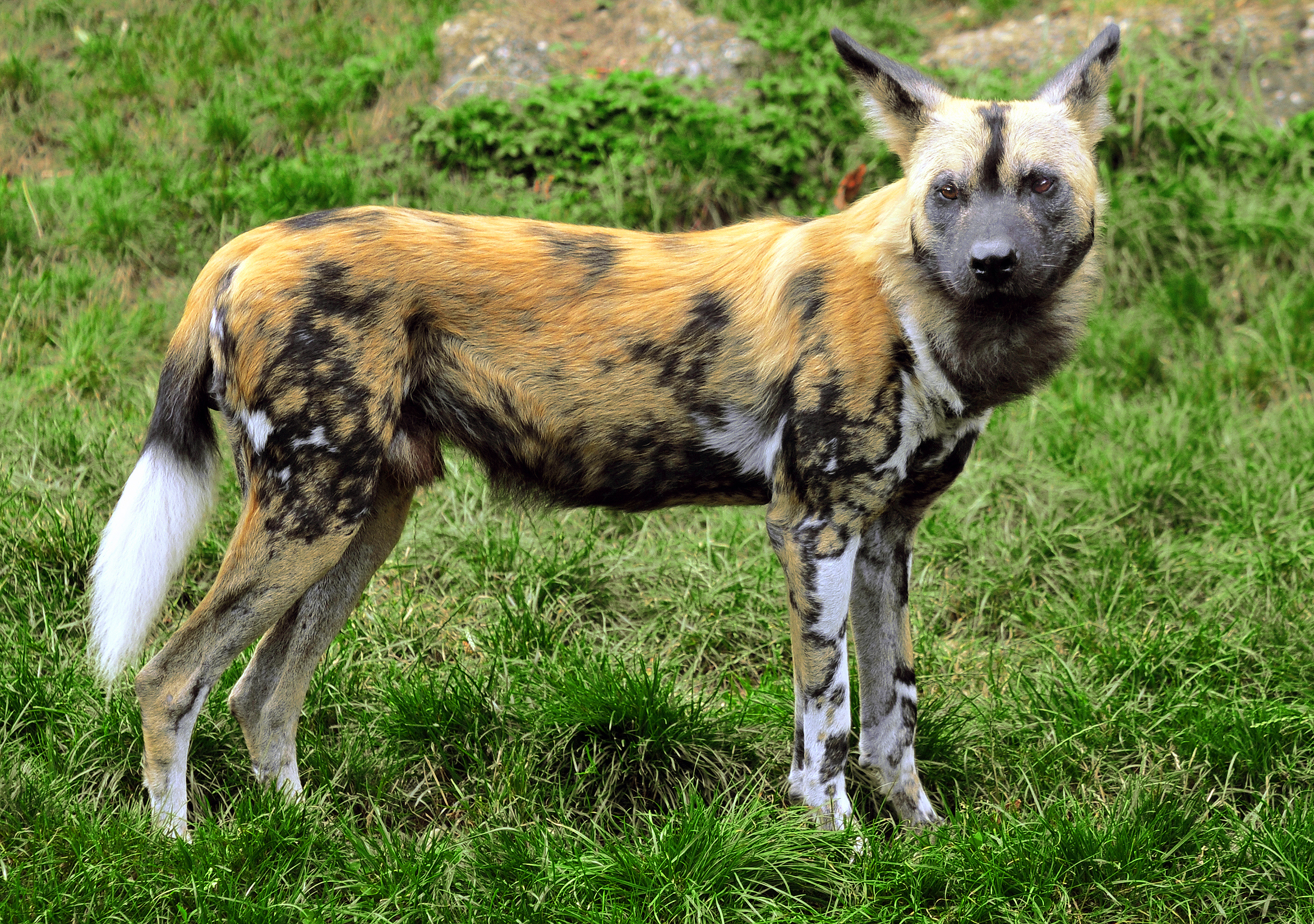
Licaone

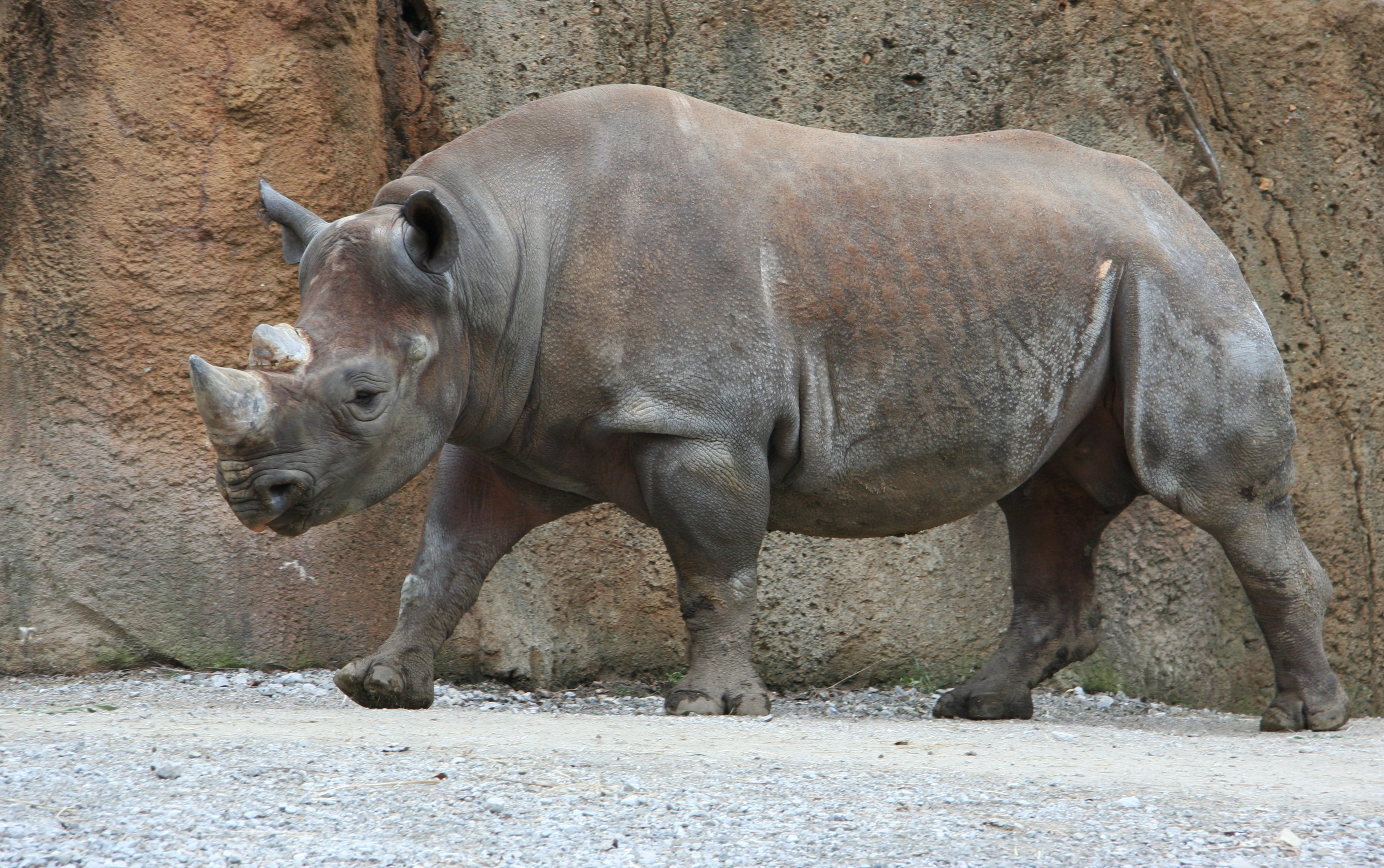
Rinoceronte nero

La reintroduzione del cane selvatico africano è un'operazione estremamente complessa a causa dell'organizzazione interna del branco e la necessità di garantire una vasta gamma di animali da preda adatti. I primi 25 cuccioli di licaone reintrodotti sono arrivati all'inizio del 1995, con tre gruppi provenienti da tre diverse famiglie della Masai Steppe, un territorio dove i pastori Masai invece cercano di avvelenarli per proteggere il bestiame. Il programma di assistenza veterinaria di Mkomazi effettua analisi del DNA per osservare l'andamento della diversificazione genetica della popolazione, che per il momento sono promettenti. Ogni animale ha un chip sottopelle in modo da identificare i cuccioli originali secondo la loro famiglia iniziale. Il programma ha registrato un buon successo, dato che nel 2012 sono stati censiti 52 capi,  divisi in quattro gruppi.
A Mkomazi vivono alcune specie che anche i Tanzania sono considerate rare: l'Orice con corna molto belle e lunghe, il Kudu minore con le caratteristiche corna a spirale. Il parco è anche la zona protetta che ospita la maggior popolazione dell'insolita gerenuk . che grazie al suo lungo collo esile e in piedi sulle zampe posteriori riesce a raggiungere i rami più alti delle piante di Acacia, inaccessibuili Ad altre specie di antilope. Tra le sottofamiglie di antilopi, sono preseneti la gazzella di Grant, il dik-dik e l'impala. I boschi ripariani ospitano le rare Colobus bianche e nere.

### La riserva dei rinoceronti neri
Nel 1991 è stata prevista la costituzione di un santuario dedicato alla protezione del rinoceronte nero, all'interno dell'area del parco, e per questo si sono messi a lavorare in sintonia esperti di conservazione da tutto il continente. I primi quattro esemplari sono arrivati nel 1996. Altre quattro coppie sono state introdotte dal Sudafrica nel 2001. Nel 2009, sono stati trasferiti tre rinoceronti dallo zoo ceco di Dvur Kralove-over-Laban: gli animali hanno viaggiato per 1.000 km fino ad Amsterdam, da dove sono decollati fino a Arusha e poi potai a Mkomazi. Nel giugno del 2012 sono stati trasportati altri rinoceronti provenienti dai parchi naturali di Port Lympne e Howletts, nel Regno Unito.
Gli esemplari allevati per la riproduzione nei parchi di Mkomazi e Tsavo sono una sottospecie del rinoceronte nero africano (Diceros bicornis michaeli). In Tanzania ci sono tre gruppi, piccoli e molto vulnerabili, di questo animale - nel cratere di Ngorongoro, nel Serengeti e nella Riserva di Selous. I rinoceronti sono stati reintrodotti in una zona circondata da una forte recinzione con protezione elettrificata, che copre 45  km² all'interno del parco. L'obiettivo è quello di creare una popolazione di 25 capi, che si considera in condizione di produrre cuccioli da spostare per rafforzare le popolazioni esistenti in Tanzania e in Kenya. Recentemente, il territorio è stato esteso di altri 50 km² all'interno dei quali non sono ammessi i giri turistici.
Oggi, i due parchi di Mkomazi e Tsavo hanno una popolazione di rinoceronti molto elevata, se comparata a quella delle altre zone protette africane, compreso il Sudafrica. Le condizioni di vita sono molto favorevoli perché la vegetazione è abbondante e adatta ai gusti alimentari dei rinoceronti, sufficientemente rigogliosa e diversificata grazie alla natura vulcanica del terreno e al clima bimodale.

### Uccelli

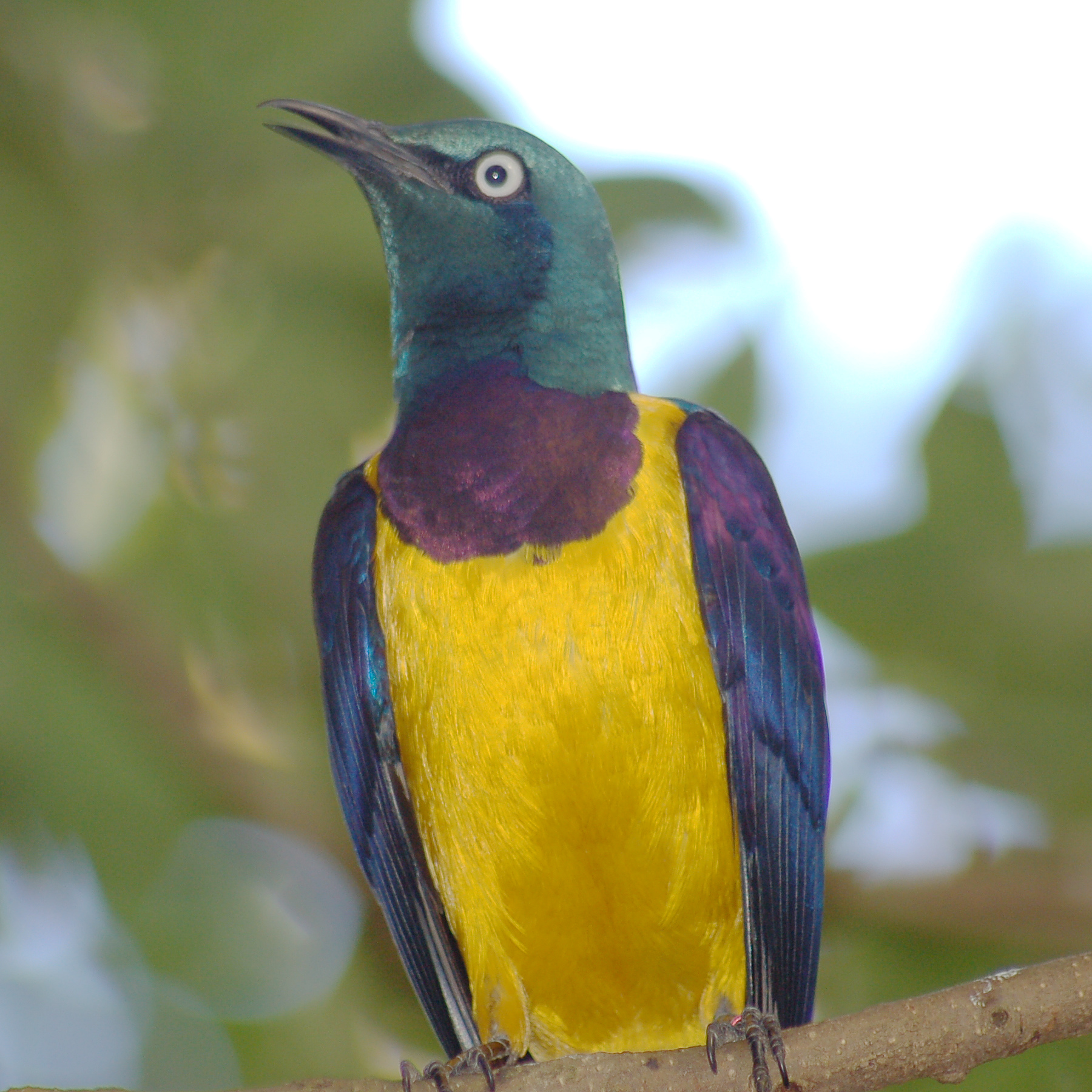
Storno dal petto dorato
Lamprotornis regius

Il parco costituisce una destinazione ideale per gli amanti dell'ornitologia, dato che ospita oltre 450 specie di uccelli, tra cui alcuni endemismi come la faraona vulturina (Acryllium vulturinum) e grandi specie terricole come lo struzzo (Struthio camelus), l'otarda di Kori (Ardeotis kori) , il serpentario (Sagittarius serpentarius), il bucorvo cafro (Bucorvus leadbeateri). Si possono osservare cormorani, pellicani, fenicotteri, martin pescatore, trampolieri, anatre, l'aquila della steppa (Aquila nipalensis), l'aquila di Wahlberg (Hieraaetus wahlbergi), la faraona mitrata (Numida meleagris), il bucero di Von der Decken (Tockus deckeni), l'astore cantante orientale (Melierax poliopterus), la civetta nana perlata (Glaucidium perlatum), la ballerina (Macronyx aurantiigula), il piccolo pappagallo panciarossa (Poicephalus rufiventris), il pappagallo granatiere giallo-verde (Poicephalus senegalus), lo storno dal petto dorato (Lamprotornis regius), la nettarina di Hunter (Chalcomitra hunteri), il falco pigmeo (Polihierax semitorquatus), la poiana augurale nordafricana (Buteo augur) e l'upupa Phoeniculus damarensis.
Meno frequentemente possono osservate specie della savana arida  come il turaco ventrebianco (Corythaixoides leucogaster), il nibbio bianco (Elanus caeruleus), Turdoides aylmeri, Colius leucocephalus, Turdus tephronotus, Rhodophoneus cruentus, Urorhipis rufifrons, Lamprotornis shelleyi, Sylvietta rufescens,  Trachyphonus erythrocephalus, Dendroperdix sephaena, Eurocephalus anguitimens, la nettarinia pancianera (Cinnyris nectarinioides) e il pendolino murino (Anthoscopus musculus), uno dei più piccoli uccelli africani, che misura solo 8 cm dalla punta del becco alla coda.
Sempre più raramente è possibile osservare la Mirafra pulpa, una specie rara che abita la Tanzania, il Kenya e la Somalia. Durante l'inverno boreale, il parco ospita alcuni migratori come la cicogna bianca (Ciconia ciconia) e la cicogna di Andimovya (Ciconia abdimii), la ghiandaia marina (Coracias garrulus), l'albanella pallida (Circus macrourus) e altri.
Recentemente sono state riportate osservazioni di uccelli che normalmente non erano rilevati in Tanzania: Tchagra jamesi, Lamprotornis superbus, Sylvietta isabellina, Eremomela flavicrissalis.

### Rettili
Nel parco di Mkomazi si può osservare una vasta gamma di rettili locali: pitoni e varie specie di serpenti, lucertole del genere Agama e altre. Nel fiume Umba vive una popolazione di coccodrilli.

## Accessi
L'ingresso Zange si trova a 112 km da Moshi, a 120 km dal parco nazionale del Kilimanjaro e a pochi minuti a piedi dalla piccola cittadina. Con un permesso speciale del parco,  possibile accedere anche dagli ingressi Njiro, Kivinga e Umba. Il periodo migliore per l'osservazione dei grandi mammiferi e degli uccelli quello tra la fine di giugno e l'inizio di settembre.

## Attività
Il parco di Mkomazi è meno visitato di quelli più frequentati del paese e gli animali sono meno abituati alla presenza dei veicoli e dei turisti. Ci sono circa 1.200 visitatori per anno. Nel parco vi è un solo posto di accoglienza, un campo semi-permanente a Babu, che si trova a 11 km dall'ingresso di Zhang su una bella collina punteggiata di alberi enormi di baobab. Si compone di 5 tende grandi, con bagni privati. L'energia elettrica è fornita da generatori super-silenziati, il campeggio è dotato di radio a alta frequenza per l'utilizzo in situazioni di emergenza.
L'esperienza di Mkomazi è molto diversa da quella degli altri parchi, sia in termini ambientali, sia per il tipo di attività proposte. Gli esperti pensano che proprio questa peculiarità di Mkomazi permetta di sviluppare delle proposte in grado di attirare un maggior numero di visitatori.